# Olof Gyldén

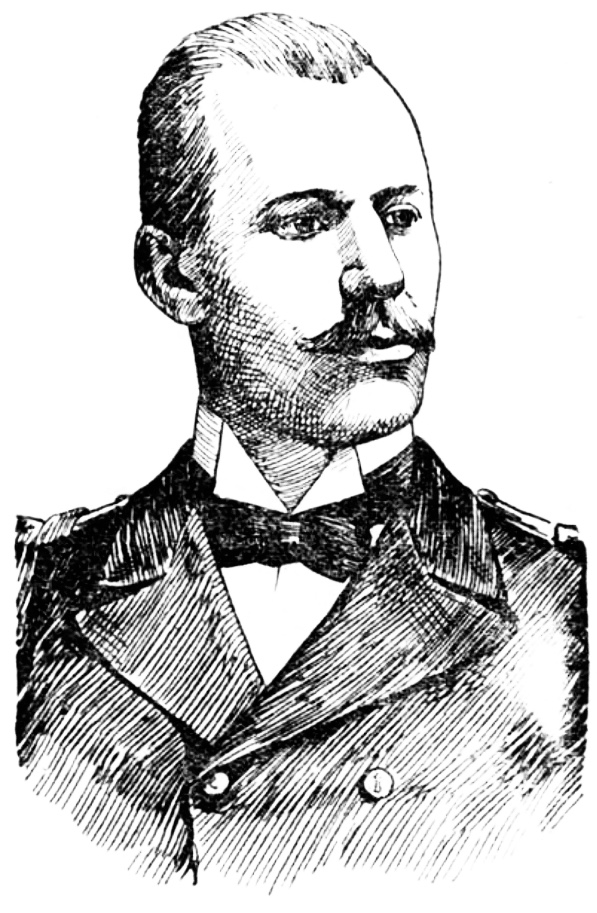
Olof Gyldén

Hans Olof Fredrik Gyldén (eigentlich Hans Adolf Fredrik Gyldén, * 7. November 1867 in Jena, Sachsen-Weimar-Eisenach; † 13. Juli 1943 in Stockholm) war ein schwedischer Marineoffizier und Diplomat.

## Leben und Wirken
Olof Gyldén war der älteste Sohn des Astronomen Hugo Gyldén und dessen Ehefrau Amalie Henriette Therese, geb. von Knebel (1842–1937). 1887 wurde er Unterleutnant in der Schwedischen Marine. Er absolvierte 1891 den Navigationskurs der Deutschen Seewarte in Hamburg und diente von 1891 bis 1895 im schwedischen Marinestab. 1898 wurde er zum Fregattenkapitän (Kommendörkapten) zweiten Grades und 1915 ersten Grades befördert. Von 1897 bis 1903 war er Lehrer für Navigation an der Marineakademie.
1901 nahm er als Kapitän der Antarctic an der schwedisch-russischen Gradmessungsexpedition nach Nordspitzbergen teil. Als die von Otto Nordenskjöld geleitete Schwedische Antarktisexpedition im Frühjahr 1903 nicht wie geplant zurückkehrte, beschloss der schwedische Reichstag, eine Hilfsexpedition auszusenden, die unter das Kommando Gyldéns gestellt wurde. Mit dem in Norwegen gecharterten Walfänger Frithjof fuhr er über Buenos Aires und Punta Arenas nach Ushuaia und erreichte Anfang Dezember Nordenskjölds verlassene Station auf Snow Hill Island. Der argentinische Kapitän Julián Irizar (1869–1935) hatte die Expeditionsmitglieder bereits einen Monat zuvor mit der Korvette Uruguay gerettet.
Von 1906 bis 1910 war Gyldén im diplomatischen Dienst in Buenos Aires, unter anderem als schwedischer Generalkonsul. Nach seiner Rückkehr war er für die Reederei AB Nordstjernan tätig. 1913 trat er wieder in den militärischen Dienst ein und war 1914–1915 kommissarischer Leiter der Marineakademie. 1916 gründete er mit Arvid Damm die AB Cryptograph. Nachdem er 1922 aus dem militärischen Dienst ausgeschieden war, arbeitete er für verschiedenen Wirtschaftsunternehmen und war Vorsitzender der französischen Handelskammer in Schweden. Olof Gyldén starb 1943 und wurde auf dem Norra begravningsplatsen, dem Nordfriedhof von Stockholm in Solna, bestattet. Eine Sammlung von auf seiner Antarktisexpedition aufgenommenen Fotografien hinterließ er dem Seehistorischen Museum in Stockholm.
Olof Gyldén war verheiratet. Die Eheschließung mit der Französin Yvonne Hédal (1873–1943) fand am 8. Juli 1894 in Paris statt. Das Paar hatte zwei Söhne und zwei Töchter, darunter den Kryptologen Yves Gyldén. Der Zoologe Axel Klinckowström (1867–1936) war Olof Gyldéns Schwager.

## Schriften
- Tidvattens-kartor öfver Engelska kanalen, Nordsjön och Irländska sjön till Tidvattensläran. Beijers bokförlag, Stockholm 1894 (schwedisch).
- Kortfattad tidvattenslära jemte tidvattenskartor öfver Engelska kanalen, Nordsjön och Irländska sjön. Beijers bokförlag, Stockholm 1894 (schwedisch).